# Brilstreepvleugel
De brilstreepvleugel (Actinodura ramsayi) is een zangvogel uit de familie Leiothrichidae. De vogel is genoemd naar zijn ontdekker, de Britse legerofficier en ornitholoog Wardlaw-Ramsay.

## Verspreiding en leefgebied
Deze soort komt voor van Myanmar tot noordelijk Vietnam en telt drie ondersoorten:
- A. r. yunnanensis: zuidelijk China en noordelijk Vietnam.
- A. r. radcliffei: van noordoostelijk Myanmar tot noordelijk Laos.
- A. r. ramsayi: zuidoostelijk Myanmar en noordwestelijk Thailand.